# Lepanthes megalostele
Lepanthes megalostele är en orkidéart som beskrevs av Carlyle August Luer. Lepanthes megalostele ingår i släktet Lepanthes och familjen orkidéer. Inga underarter finns listade i Catalogue of Life.